# سيسبي

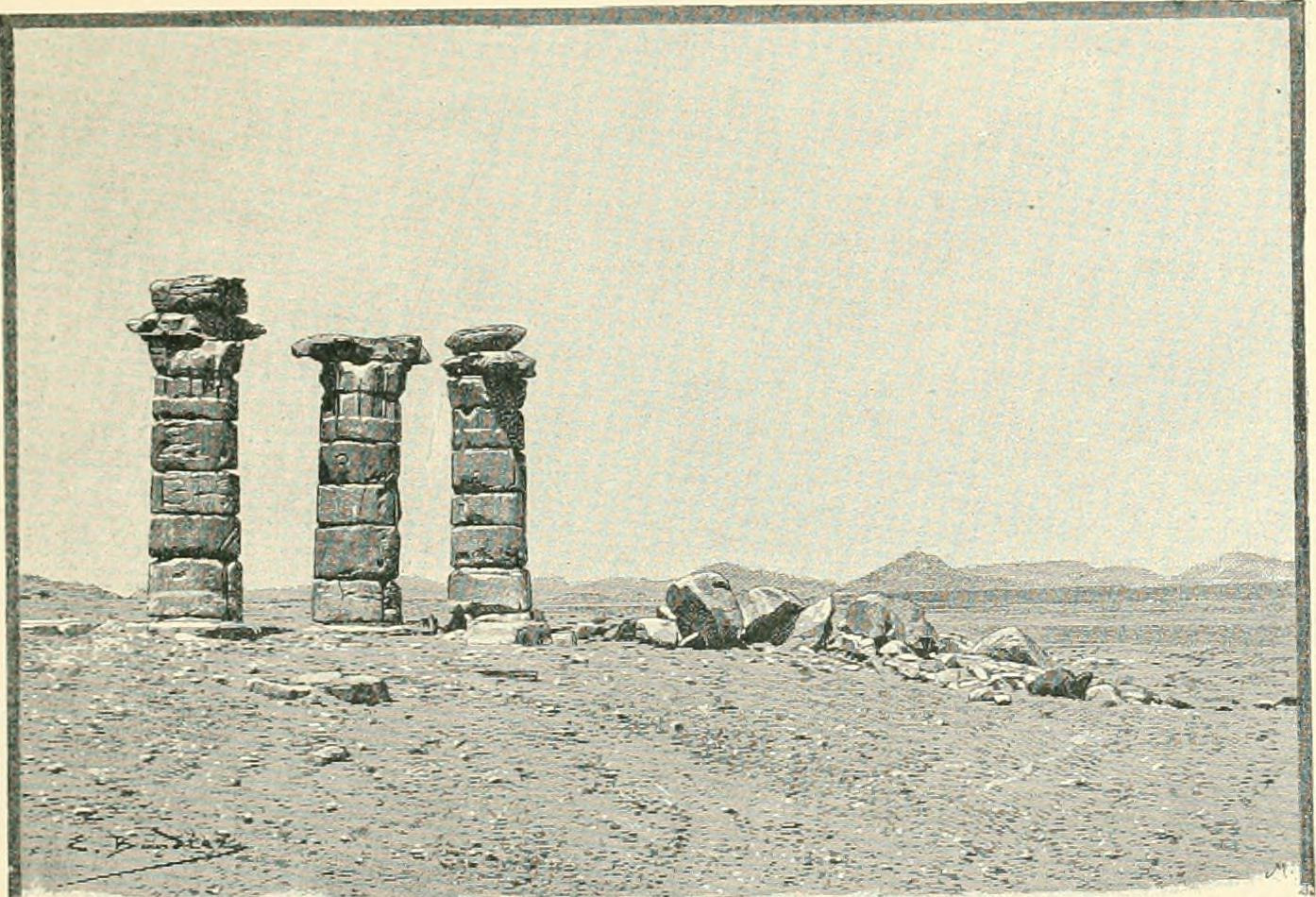
أطلال معبد مدينة سيسبي

كانت سيسبي مدينة مصرية قديمة من عصر الإمبراطورية المصرية على الضفة الغربية لنهر النيل، على الجانب الآخر من دلقو، السودان. تم بناء معبد هناك من قبل أخناتون، الذي عين نائبًا للملك للحفاظ على الهيكل، وإدارة الاستيطان المحلي، وتأمين حركة المرور على نهر النيل.

## الاسم
سيسبي هو اسم المكان الذي يستخدمه علماء المصريات، وأصله غير مؤكد ولكن قد يكون بسبب سوء تفسير سيسي. أقرب قرية حديثة هي سيسي (على جبل سيسي).

## تاريخ
يظهر تأسيس الأشياء على سور المدينة هناك أنه تم توسيع المكان على ما يبدو خاصة في عهد أمنحتب الرابع (حوالي 1340-1324 قبل الميلاد)، قبل أن يغير اسمه إلى أخناتون. بنيت أسوار المدينة والمعبد تحته. تشير بعض الاكتشافات، وخاصة قطع الفخار، إلى وجود تسوية هنا قبل ذلك. تثبت الاكتشافات أنها مستوطنة حتى عصر الرعامسة (حوالي 1188 قبل الميلاد إلى 1069 قبل الميلاد)، ولكن ربما تم التخلي عنها في عهد رمسيس الثاني.

## وصف
لدى سيسبي مخطط مدينة مخطط به كتل من المنازل موضوعة في نمط رقعة الشطرنج. يمكن تمييز نوعين من المنازل:
1. وحدات سكنية صغيرة مع غرفة مركزية بدون مرافق صحية
2. مباني كبيرة، من المحتمل أن تكون من طابقين مع مرافق صحية وغرفة نوم مع مكان مخصص للسرير
تم العثور على أربعة معابد في شمال المدينة، وكلها ربما بناها أمنحتب الرابع. كانت مكرسة لآمون وموت وخونسو، وكذلك لإله الشمس آتون. تم إعادة تزيينها بالكامل في عهد سيتي الأول ورمسيس الثاني.
تم العثور على مقابر الغرب من المدينة. تم بالفعل سرقة معظم القبور بشكل كبير.

## استكشاف
كانت أنقاض المعبد معروفة منذ فترة طويلة. تم التنقيب في المدينة من قبل HW Fairman تحت إشراف جمعية استكشاف مصر في 1936-1937. حتى الآن تم نشر تقرير أولي فقط عن الحفريات. تم إجراء المزيد من اختبارات المتابعة منذ عام 2008.